# Poppy Morgan
Pour les articles homonymes, voir Morgan.
Poppy Morgan, née le 17 février 1983 à Kingston-upon-Hull dans le Yorkshire, est une actrice pornographique et réalisatrice britannique.

## Biographie
Elle faisait son apprentissage de chef de cuisine au restaurant "Blakes" à Londres. Durant une pause cigarette elle fut approchée par un photographe qui lui demande si elle veut faire du mannequinat.
Elle a une sœur jumelle qui n'est pas dans l'industrie du porno.
En 2004, elle filme son mariage du début jusqu'à l'orgie avec son mari, mais elle est aujourd'hui séparée. Son apparence de jeune fille lui permet de jouer dans les films de teenager. Elle a plus de 300 films à son actif.
Elle fait une émission "Porn Week" sur Bravo TV sur le câble britannique et canadien.

## Récompenses
- 2010 : AVN Awards – Best All-Girl Three-Way Sex Scene – The 8th Day avec Bree Olson et Tori Black
- 2008 : AVN Award - Best Sex Scene, (scène de groupe de 10 personnes) dans "Furious Fuckers Final Race".
- 2006 : Eroticline Awards – Best Starlet
- 2006 : Medien eLine Award – Best Actress – International
- 2006 : UK Adult Film and Television Awards – Best Female Actress Of The Year

## Filmographie sélective
- Lacey Duvalle Nyomi Banxxx and Poppy Morgan Have An Interracial Lesbian Threesome (2021)
- Mirror Mirror (III) (2017)
- Licking and Fingering (2014)
- Take Her Cherry 2 (2014)
- Euro Girls Talk Sluts (2013)
- Schoolgirl and her toy (2012)
- Porn Week: Brit Fuckers (2011)
- Dirty Games XXX (2010)
- Drenched in Love (2010)
- North South Divide (2010)
- Masturbation Nation 3 (2009)
- Camel Toe Obsessions 2 (2007)
- Double Shocker 3 (2007)
- Furious Fuckers: Final Race (2007)
- The Houseboat (2007)
- Intimate Invitation 6, 7 (2007)
- Oral Obsession (2007)
- Teen Solos (2007)
- Tiny Tit School Girls (2007)
- Toy Boxes 2 (2007)
- Viv Thomas Amateurs Vol. 2,3 (2006)
- Backstage: The Movie (2006)
- Fresh Young Asses (2006)
- Fuck Me (2006/II)
- The Hacienda (2006)
- Private Porn Vacation 3: Poppy & the Sex Addicts (2006)
- The Professianals 10 (2006)
- Rectal Intrusion (2006)
- Slam It! Double Penetration (2006)
- White Chicks Gettin' Black Balled 9, 19 (2006)
- Young Harlots: The Academy (2006)
- Blow Me Sandwich 7 (2005)
- Britney Rears 2: I Wanna Get Laid (2005)
- Anal Authority (2005)
- Appetite for Ass Destruction 2 (2005)
- Asspirations 2 (2005)
- Big Black Beef Stretches Little Pink Meat 3 (2005)
- Interracial Cream Pies (2005)
- Jack's Playground 28 (2005)
- Lick It Up (2005)
- Lusty Legs 4 (2005)
- Private Porn Vacation 2: Cannes (2005)
- Public Affairs (2005)
- Slam It! In Rough (2005)
- White Guy's P.O.V. 2 (2005)
- Young Harlots in London (2005)
- Ben Dover: Skool of Cock! (2004)
- The Wedding (2004)
- 2 + Me = 3 (2004)
- Amateur Angels 17 (2004)
- A.n.a.l. 3: Bum Rush (2004)
- Assturbators (2004)
- Black Dicks in White Chicks 8 (2004)
- Black on White (2004/I)
- Deep in Cream 5: Cum on In (2004)
- Deep Oral Teens 12 (2004)
- Filthy Fuckers Stocking Special (2004)
- The Girl Next Door 2 (2004)
- Kick Ass Anal Adventures 3 (2004)
- Teen Sensations 8: Naughty & Nice (2004)
- White Wife Black Cock 4 (2004)